# Mehdi Hetemaj
Mehdi Hetemaj (* 7. Mai 1997) ist ein österreichischer Fußballspieler.

## Karriere
Hetemaj begann seine Karriere beim SKN St. Pölten. 2009 spielte er kurzzeitig beim ASV Radlberg, ehe er zu St. Pölten zurückkehrte. Im August 2014 debütierte er für die Amateure des SKN St. Pölten in der Regionalliga, als er am dritten Spieltag der Saison 2014/15 gegen den SC-ESV Parndorf 1919 in der 90. Minute für Mario Mosböck eingewechselt wurde.
Im Mai 2015 stand er gegen den TSV Hartberg erstmals im Kader der Profis, wurde allerdings nicht eingesetzt. Im Mai 2017 erzielte er bei einer 2:1-Niederlage gegen Parndorf seinen ersten Treffer für die SKN Juniors in der Regionalliga.
Zur Saison 2018/19 wechselte Hetemaj zum Zweitligisten SV Horn. Sein Debüt in der 2. Liga gab er im Juli 2018, als er am ersten Spieltag jener Saison gegen den FC Liefering in der Startelf stand und in der 83. Minute durch Giovanni Kotchev ersetzt wurde. Nach der Saison 2018/19 verließ er Horn und wechselte zum Regionalligisten SC Wiener Neustadt, der sich im November 2019 in 1. Wiener Neustädter SC umbenannte. Für Wiener Neustadt kam er zu 17 Regionalligaeinsätzen. Nach der Saison 2019/20 verließ er den Klub wieder.
Im Oktober 2020 wechselte er nach Albanien zum Erstligisten FK Kukësi. In der Saison 2020/21 kam er zu acht Einsätzen für Kukësi in der Kategoria Superiore. Nach einer Saison verließ er den Verein wieder. Daraufhin wechselte er im September 2021 nach Malta zum FC Mosta. Nach neun Einsätzen in der Maltese Premier League wurde sein Vertrag im Dezember 2021 aufgelöst.
Nach mehreren Monaten ohne Klub wechselte er im Juni 2022 nach Finnland zum AC Oulu. Für Oulu kam er bis zum Ende der Saison 2022 zu 15 Einsätzen in der Veikkausliiga. Nach der Saison 2022 verließ er den Verein wieder. Nach über einem Jahr ohne Verein wechselte im März 2024 zum Zweitligisten Turku PS. Für Turku absolvierte er 22 Spiele in der Ykkösliiga. Nach der Saison 2024 verließ er den Verein wieder.
Im Jänner 2025 kehrte er anschließend nach Österreich zurück und wechselte zum Zweitligisten SV Lafnitz. Für Lafnitz kam er zu 14 Einsätzen in der 2. Liga, aus der der Verein aber am Ende der Saison 2024/25 abstieg. Zur Saison 2025/26 wechselte Hetemaj daraufhin nach Deutschland zu Regionalligist SGV Freiberg.